# Dominique Dussol
Pour les articles homonymes, voir Dussol.
Dominique Dussol, né le 3 octobre 1952 à Montpon-Ménestérol (Dordogne), est un historien de l'art français, spécialiste des beaux-arts des XIXe et XXe siècles et de l'Art déco.

## Biographie
Professeur émérite en histoire de l’art contemporain à l’université de Pau et des Pays de l’Adour, Dominique Dussol a été un des premiers à étudier le fonctionnement d’un Salon des Beaux-Arts en province : la Société des Amis des Arts de Bordeaux (1851-1939). Grâce à des animateurs efficaces, de nombreux artistes majeurs y furent présents (Delacroix, Ingres, Courbet, Millet, Gustave Moreau, Bouguereau, Gérôme, Gervex). Outre les fonctionnements d’une société de province et la formation du goût bordelais au tournant du xxe siècle, il y démontre le riche gisement critique provincial. Il a également consacré plusieurs articles, livres ou catalogues d’exposition à des artistes des XIXe (Rosa Bonheur, Évariste-Vital Luminais, Alfred Roll, Émile Brunet), XXe (Pierre Molinier, Jacques Villeglé, Gérard Garouste) et XXIe (Luc Chery, Jean-Christophe Garcia) siècles.
Dans Pau Art déco (éd. Le Festin, 2011), il poursuit son exploration de la vie culturelle en province face aux grands courants nationaux et internationaux, montrant en quoi la période de l’Entre-deux-guerres a particulièrement marqué l’identité de la ville, aussi bien pour l’urbanisme et l’architecture que pour les beaux-arts. Il a également publié des monographies sur deux quartiers de Bordeaux, Caudéran (2015) et Saint-Genès Nansouty (2018).
Longtemps critique d’art pour le quotidien Sud Ouest, il a collaboré pendant de nombreuses années à la revue Le Festin, dont il fut le co-rédacteur-en-chef, ainsi que le président du comité scientifique jusqu'en 2023 (en désaccord avec les conditions de la cession du périodique). Il assure également des commissariats d’expositions, parmi lesquelles Bordeaux, entre le ciel et l’eau (capc, Bordeaux/Munich, musée du Lenbachhaus), Pierre-Albert Bégaud (musée des beaux-arts de Bordeaux) ou Collections/collectionneurs (Église Saint-Vincent, Mérignac).

## Orientations bibliographiques
- "Jean-André Lourtaud", Trois abstraits, L'École de Gironde, Conseil général de la Gironde, Bordeaux, éditions L’Horizon Chimérique, 1987.
- 60 ans de peinture de Jac Belaubre, Fondation Charles Cante, Ville de Mérignac, 1991.
- René Bouilly, Le Castor Astral/Centre régional des Lettres d’Aquitaine, 1993.
- Bordeaux, Zwischen Himmel und Wasser (Bordeaux entre le ciel et l’eau), Munich, musée du Lenbachhaus, Bordeaux, capcMusée, 1994.
- Art et bourgeoisie. La Société des Amis des Arts de Bordeaux (1851-1939) , Le Festin/Atelier du CERCAM, 1997.
- "La place de Rosa Bonheur dans l’art animalier, à travers la presse de 1841 à 1899", Rosa Bonheur (1822-1899), Musée des Beaux-Arts de Bordeaux/William Blake and co., 1997.
- "Jacques-Charles Derey : un peintre d’architecture", Jacques-Charles Derey (1907-1975). Vers le Sud, Musée national du Château de Pau/éd. Le Pin à crochets, 1997.
- Mérignac, la Collection, Ville de Mérignac/Le Festin, 1998.
- Traits pour traits. Portraits classiques et contemporains, Ville de Mérignac/Le Festin, 1999.
- "Villegléiature", Jacques Villeglé, éd. Vers les Arts, 1999.
- "Roger van Rogger, la nécessité intérieure", Van Rogger : mes retranchements de l’absolu, Musée national du Château de Pau/Université de Pau et des Pays de l’Adour, 1999.
- Gérard Garouste. Installation drolatique. La Dive Bacbuc, Le Festin, 2001.
- "Entre le genre et l’histoire, Évariste Luminais et la critique de son temps", Évariste-Vital Luminais, peintre des Gaules, 1821-1896, Musées de l’Ardenne, Charleville-Mézières/musée des beaux-arts de Carcassonne, 2003.
- avec Guillaume Ambroise, Victor Galos 1828-1879 : du gave aux Pyrénées, la vision d'un peintre (catalogue de l'exposition au Musée des Beaux-Arts de Pau), Pau, Éditions du Pins à Crochets, 2003 (ISBN 978-2-911715-18-1), « Fortunes diverses, les Salons de Bordeaux et de Pau », p. 90-94
- Péret/Villeglé, en dehors de toute préoccupation esthétique ou morale (ouvrage composé par Jacques Villeglé à l'occasion de l'exposition de l'artiste : L'art est fait par tous et non par un au Centre d'Art Contemporain Istres-Ouest Provence), éd. Ateliers d'Aquitaine, 2004
- Pierre Molinier : Jeux de miroirs (catalogue de l'exposition Musée des Beaux-Arts de Bordeaux à la Galerie des Beaux-Arts du 23 septembre au 20 novembre 2005), Bordeaux, Le Festin, 2005 (ISBN 978-2-915262-25-4), « Pierre Molinier, en marge du surréalisme », p. 22-33
- Pierre-Albert Bégaud : Le cœur et la raison (catalogue d'exposition présentée au Musée des Beaux-Arts de Bordeaux du 23 juin au 1er octobre 2006 et au Musée basque et de l'histoire de Bayonne du 6 octobre au 31 décembre 2006), Bordeaux, Le Festin, 2006, 125 p. (ISBN 978-2-915262-35-3), « Enquête sur un peintre classique au-dessus de tout soupçon ; La peinture décorative ; Les portraits », p. 24-95
- Edmond Boissonnet : Le Combat avec l’ange (catalogue d'exposition Musée des Beaux-Arts de Bordeaux du 1er décembre 2006 au 15 mars 2007), Bordeaux, Le Festin, 2006, 61 p. (ISBN 978-2-915262-62-9), « La peinture et son double », p. 16- 47
- Bordeaux en 101 monuments, Bordeaux, Le Festin, coll. « Hors-série », 2006, 144 p. (ISBN 978-2-36062-145-3)
- Robert Combas : derniers travaux (catalogue d'exposition à la Vieille église Saint-Vincent de Mérignac du 5 mai au 5 juin 2007), 2007, 61 p.
- Jean-Eugène Buland aux limites du réalisme (catalogue d'exposition au Musée des Beaux-arts de Carcassonne du 19 octobre 2007 au 19 octobre 2008, Musée des Beaux-arts de Chartres, de février à mai 2008, Musée de l'Ardenne de Charleville-Mézières, de juin à septembre 2008, Musée des Beaux-arts de Quimper, de 30 octobre 2008 au 1er février 2009), Paris, Éditions du Panama, 2007, 111 p. (ISBN 978-2-7557-0281-1), « Eugène Bulland, les silences du quotidien », p. 12-21
- Alfred Smith (1854-1936) : Un regard sur la vie moderne (catalogue de l'exposition organisée sur le thème de Peinture et société au temps des Impressionnistes au Musée des Beaux-Arts de Bordeaux à la Galerie des Beaux-Arts du 6 décembre 2007 au 6 avril 2008), Paris, Somogy Éditions d'art, 2007, 191 p. (ISBN 978-2-7572-0160-2), « Alfred Smith : la carrière d’un peintre officiel en province »
- Alfred Roll (1846-1919) : le naturalisme en question (catalogue de l'exposition sur le thème de Peinture et société au temps des Impressionnistes organisée au Musée des Beaux-Arts de Bordeaux à la Galerie des Beaux-Arts du 6 décembre 2007 au 6 avril 2008), Paris, Somogy Éditions d'art, 2007, 191 p. (ISBN 978-2-7572-0159-6), « Alfred Roll et Bordeaux : L’apôtre attendu de la lumière et du plein air »
- Bernard Ouvrard : La tête contre les murs (catalogue d'exposition à la Vieille église Saint-Vincent de Mérignac du 1er décembre 2007 au 31 janvier 2008), Bordeaux, Le Festin, 2007, 61 p. (ISBN 978-2-915262-62-9)
- (en) Bordeaux, années 1920-1930 : Portrait d’une ville (catalogue de l'exposition organisée au Musée d'Aquitaine de Bordeaux, en partenariat avec les Archives municipales de Bordeaux), Bordeaux, Le Festin, 2008, 156 p. (ISBN 978-2-915262-82-7), « La peinture et les enjeux de la modernité »
- Didier Lapène (catalogue d'exposition au musée des beaux-arts de Pau du 18 décembre 2008 à mars 2009), Bordeaux, Le Festin, 2008, 141 p. (ISBN 978-2-915262-86-5), « Bordeaux, port des lumières »
- Luc Detot : L’Image à l’épreuve (catalogue d'exposition à la Vieille église Saint-Vincent de Mérignac du 24 mai au 13 juillet 2008), Bordeaux, Le Festin, 2008, 46 p. (ISBN 978-2-915262-72-8)
- Gentleman Princeteau, Le paysage et la peinture rurale (catalogue d'exposition au musée des beaux-arts de Libourne du 4 avril au 18 juillet 2009), Bordeaux, Le Festin, 2009, 236 p. (ISBN 978-2-915262-93-3), « Les images de la ruralité dans la peinture de René Princeteau », p. 118-141
- Serge Labégorre : Les reliefs de l’âme (catalogue d'exposition à la Vieille église Saint-Vincent de Mérignac du 17 avril au 17 mai 2009), Paris, éd. Casta Diva, 2009, 63 p. (ISBN 978-2-915163-32-2)
- Évelyne Toussaint (dir.), La fonction critique de l’art (Actes du colloque qui s'est déroulé à l’Université de Pau et des Pays de l’Adour, les 28, 29 et 30 novembre 2007), Bruxelles, éd. La Lettre volée, 2009, 328 p. (ISBN 978-2-87317-341-8), « Jacques Villeglé, Jean-Pierre Raynaud, la distance dans l’engagement face à l’histoire », p. 301-314
- avec Thierry Saumier, L’Art abstrait à Bordeaux (1940-1970) (catalogue d'exposition à la Vieille église Saint-Vincent de Mérignac du 5 décembre 2009 au 10 janvier 2010), Bordeaux, Le Festin, 2009, 127 p. (ISBN 978-2-36062-004-3)
- Éloge de Bordeaux : Trésors d’une collection (catalogue d'exposition du Musée des Beaux-Arts présentée à la Galerie des beaux-arts du 3 décembre 2009 au 14 mars 2010), Bordeaux, L’Horizon chimérique, 2009, 237 p. (ISBN 978-2-907202-69-5), « Scènes populaires. Les plaisirs de la gentry », p. 104-124
- « Les Raisins de la gloire : Quand l’art magnifie le vin », La Revue des Vieilles Maisons Françaises, no spécial « Le Bordelais. La vigne et le vin »,‎ septembre 2009, p. 62-69.
- avec Évelyne Toussaint et Xavier Rosan, Luc Chery : La traversée des transparences (catalogue d'exposition à la Vieille église Saint-Vincent de Mérignac du 17 avril au 13 juin 2010), Bordeaux, Le Festin, 2010, 21 p. (ISBN 978-2-36062-007-4)
- Émile Brunet : le spleen de Bordeaux (catalogue d'exposition à la Vieille église Saint-Vincent de Mérignac du 17 décembre 2010 au 13 février 2011), Bordeaux, Le Festin, 2010, 141 p. (ISBN 978-2-36062-020-3)
- Laurent Houssais (dir.) et Marion Lagrange, Marché(s) de l’art en province 1870-1914 (Actes du colloque), Bordeaux, Presses Universitaires de Bordeaux, coll. « Les Cahiers du Centre François-Georges Pariset », 2010, 166 p. (ISBN 978-2-9519251-6-8), « La société des Amis des Arts de Bordeaux face à la presse nationale et locale : Quelle critique d’art pour la province ? », p. 79- 97
- avec Évelyne Toussaint et Xavier Rosan, Jean-Christophe Garcia : Faits divers (catalogue d'exposition à la Vieille église Saint-Vincent de Mérignac du 14 mai au 26 juin 2011), Bordeaux, Le Festin, 2011, 79 p. (ISBN 978-2-36062-028-9)
- Napoléon III et Eugénie reçoivent à Fontainebleau : L'art de vivre sous le Second Empire (catalogue d'exposition Musée des arts décoratifs de Bordeaux du 9 décembre 2011 au 5 mars 2012), Dijon, Éditions Faton, 2011, 191 p. (ISBN 978-2-87844-155-0), « Villégiatures impériales sur la Côte basque et dans les Pyrénées », p. 74-81
- Pau Art déco : Arts, Histoire et Société (1919-1939), Bordeaux, Le Festin, 2011, 286 p. (ISBN 978-2-36062-042-5)
- Dominique Bidot-Germa (dir.), Mémoire de Pau, Pau, Éditions Cairn, 2011, 277 p. (ISBN 978-2-35068-197-9), « Pau, la modernité en héritage », p. 100-112
- Jean-Roger Soubiran (dir.) et avec Christel Haffner Lance, Peindre les Landes : de Hossegor à Soulac, Bordeaux, Le Festin, 2012, 143 p. (ISBN 978-2-36062-048-7)
- avec Françoise Garcia, Claude Bellan : Hier et aujourd'hui (catalogue d'exposition à la galerie Guyenne art Gascogne ; Hier : gouaches, du 8 octobre au 2 novembre 2013, Aujourd'hui :  l'harmonie retrouvée, du 5 au 30 novembre 2013), Bordeaux, Le Festin, 2013, 16 p. (ISBN 978-2-36062-087-6)
- avec Françoise Garcia et Cyril Vergès, La liberté pour le plaisir de peindre : trois indépendants, Joussaume, Conord, Papazian : gouaches, fusains, dessins (catalogue d'exposition à la galerie Guyenne art Gascogne du 3 au 28 décembre 2013), Bordeaux, Le Festin, 2013, 16 p. (ISBN 978-2-36062-089-0)
- avec Françoise Garcia et Véronique Schiltz, Herta Lebk : L'intranquille (catalogue d'exposition à la galerie Guyenne art Gascogne du 8 avril au 7 juin 2014), Bordeaux, Le Festin, 2014, 46 p. (ISBN 978-2-36062-097-5)
- avec Françoise Garcia, Michel Joussaume : Le moment de peindre (catalogue d'exposition à la galerie Guyenne art Gascogne du 7 octobre au 29 novembre 2014), Bordeaux, Le Festin, 2014, 32 p. (ISBN 978-2-36062-109-5)
- Caudéran, Bordeaux, Le Festin, 2015, 207 p. (ISBN 978-2-36062-134-7)
- Bordeaux : patrimoine mondial de l'Unesco : un tour de ville, Bordeaux, Le Festin, 2017, 111 p. (ISBN 978-2-36062-174-3)
- Les chats d'Amalfi  (ill. Haize et Jacques Battesti), Bordeaux, L'Eveilleur, 2018, 121 p. (ISBN 979-10-96011-28-5)
- Saint-Genès, Nansouty, Bordeaux, Le Festin, 2018, 207 p. (ISBN 978-2-36062-207-8)
- Douane. Une longue histoire à déclarer, Bordeaux, Le Festin, 2019, 96 p. (ISBN 978-2-36062-239-9)
- Gustave Eiffel et la passerelle de Bordeaux, Bordeaux, Le Festin, 2019, 80 p. (ISBN 978-2-36062-225-2)